# Солодухин, Владимир Петрович
Владимир Петрович Солодухин (8 апреля 1969, Брянск) — российский футболист, нападающий.

## Биография
Воспитанник ДЮСШ «Десна» (Брянск), первый тренер — Валерий Сулимов. В профессиональных соревнованиях начал выступать в 1992 году в составе брянского «Динамо» во второй лиге России, провёл в команде два сезона.
В начале 1994 года перешёл в белорусский клуб «Днепр» (Могилёв) и играл за него следующие восемь лет. Чемпион Белоруссии 1998 года. Всего в высшей лиге страны сыграл 201 матч и забил 70 голов. Был одним из лучших бомбардиров своего клуба и четырежды достигал отметки в 10 голов за сезон — в сезонах 1994/95 (10 голов), 1996 (12 голов), 1997 (15 голов) и 1999 (10 голов), лучший бомбардир «Днепра» за всю историю. Принимал участие в матчах еврокубков.
В 2002 году вернулся в Россию и провёл сезон в брянском «Динамо». Затем выступал за другие клубы второго дивизиона — «Машук-КМВ» и «Волочанин-Ратмир».
В 2004 году завершил профессиональную карьеру и перешёл на тренерскую работу в ДЮСШ «Динамо» (Брянск), одновременно играл за любительские команды Брянска и области. Принимает участие в матчах ветеранов. По состоянию на 2025 год — тренер детской команды брянского «Динамо» 2012 г.р..